# منتخب فنزويلا لهوكي الحقل للرجال
منتخب فنزويلا لهوكي الحقل للرجال هو ممثل فنزويلا الرسمي في المنافسات الدولية في هوكي الحقل.